# Hamartind
Hamartind är en bergstopp i Antarktis. Den ligger i Östantarktis. Norge gör anspråk på området. Toppen på Hamartind är 2 885 meter över havet.
Terrängen runt Hamartind är varierad. Hamartind är den högsta punkten i trakten. Trakten är obefolkad. Det finns inga samhällen i närheten. 